# Соколов Олександр Миколайович
Олександр Миколайович Соколов (13 червня 1950, село Даниловка, тепер Смідовицького району, Єврейська автономна область, Хабаровський край, Російська Федерація) — радянський і російський державний діяч, 1-й секретар Хабаровського міського комітету КПРС, голова Хабаровської міської ради, мер міста Хабаровська. Член ЦК КПРС у 1990—1991 роках. Кандидат юридичних наук (2001).

## Життєпис
Дитинство провів у селищі Смідович Єврейської автономної області. У 1967 році закінчив середню школу. З 1967 по 1968 рік працював учнем слюсаря-складальника, слюсарем механоскладальних робіт на завод імені Горького у місті Хабаровську.
З 1968 по 1971 рік — у Радянської армії, служив у Далекосхідному військовому окрузі.
Член КПРС з 1971 року.
У 1971 році повернувся на Хабаровський заводі мені Горького, працював слюсарем механоскладальних робіт, старшим інженером-диспетчером, старшим інженером-технологом, секретарем комітету ВЛКСМ заводу.
У 1974—1977 роках — завідувач відділу, 2-й секретар, у 1977—1981 роках — 1-й секретар Залізничного районного комітету ВЛКСМ міста Хабаровська.
Заочно навчався в Хабаровському інституті інженерів залізничного транспорту (нині Далекосхідний державний університет шляхів сполучення), який закінчив у 1980 році.
З 1981 по 1983 рік працював завідувачем промислово-транспортного відділу Залізничного районного комітету КПРС міста Хабаровська.
У 1983—1987 роках — секретар партійного комітету (парткому), у 1987—1989 роках — директор Хабаровського завод імені Горького.
У 1989—1990 роках — 1-й секретар Хабаровського міського комітету КПРС. 
У 1990—1991 роках — голова Хабаровської міської ради народних депутатів.
У 1993 році призначений першим заступником голови адміністрації міста Хабаровська з економічних питань. З грудня 1994 по вересень 2000 року працював генеральним директором ВАТ «Хабаровськнафтопродукт».
4 жовтня 2000 — 25 вересня 2018 року — мер міста Хабаровська.
Член «Єдиної Росії» з 2009 року 
У 2014—2019 роках — президент Асоціації сибірських та далекосхідних міст.
З 2019 року проживав у місті Ірвайн, Каліфорнія, Сполучені Штати Америки. Потім повернувся до Хабаровська.

## Нагороди і звання
- орден Пошани (Російська Федерація) (22.05.2014)
- орден Дружби (Російська Федерація)
- орден Вранішнього сонця четвертого ступеня із золотими променями та розеткою (21.05.2019у)
- медаль «За трудову доблесть»
- медаль «За відзнаку в охороні державного кордону»
- медаль «За доблесну працю. В ознаменування 100-річчя з дня народження Володимира Ілліча Леніна» (1970)
- медалі
- Почесний громадянин міста Хабаровська (2008)